# Moatasem al-Musrati
Almoatasembellah Ali Mohamed al-Musrati (arabisch المعتصم بالله علي محمد المصراتي; * 6. April 1996 in Misrata), auch bekannt als al-Musrati, ist ein libyscher Fußballspieler, der als defensiver Mittelfeldspieler für Beşiktaş Istanbul und die libysche Nationalmannschaft spielt. Derzeit ist er an die AS Monaco ausgeliehen.

## Karriere

### Portugal
Musrati begann seine Karriere in seiner Heimat bei al-Ittihad in Tripolis und wechselte 2017 nach Portugal zu Vitória Guimarães. Hier kam er in den ersten zwei Jahren vorwiegend in der zweiten Mannschaft zum Einsatz, für die er in der Segunda Liga spielte. Am 5. August 2019 gab al-Musrati sein Debüt für die erste Mannschaft und spielte die vollen 90 Minuten eines 1:0-Sieges bei CD Feirense in der zweiten Runde der Taça da Liga. Dreizehn Tage später gab er sein Debüt in der Primeira Liga bei einem 1:1-Unentschieden zu Hause gegen Boavista Porto. Am 12. Dezember erzielte er sein einziges Tor für die erste Mannschaft, als er beim 3:2-Sieg bei Eintracht Frankfurt in der Gruppenphase der UEFA Europa League den Ausgleich erzielte. Für Guimarães kam Musrati lediglich fünfmal in der Primeira Liga zum Einsatz.
Al-Musrati wurde am 29. Januar 2020 für den Rest der Saison an Rio Ave FC ausgeliehen, für die er 12 Spiele in der Primera Liga absolvierte.
Am 31. Juli 2020 unterzeichnete al-Musrati einen Vierjahresvertrag bei Sporting Braga und schloss sich damit seinem ehemaligen Trainer bei Rio Ave, Carlos Carvalhal, an. In der folgenden Saison 2020/21 konnte sich Musrati als Stammspieler bei Braga im Mittelfeld etablieren und die Taça de Portugal gewinnen. Am 15. August 2023 erzielte er ein Tor beim 4:1-Auswärtssieg gegen FK TSC in der dritten Qualifikationsrunde der Champions League 2023/24. Einen Monat später, am 20. September, gab er sein Debüt in der Gruppenphase der Champions League bei einer 1:2-Niederlage gegen den SSC Neapel und war damit der erste Libyer, der in der Champions-League-Gruppenphase zum Einsatz kam.

### Wechsel in die Türkei
Am 9. Februar 2024 wechselte al-Musrati auf Leihbasis von Braga bis zum Ende der Saison 2023/24 zu Beşiktaş Istanbul. Die Leihgebühr betrug eine Million Euro, mit einer anschließenden obligatorischen Kaufklausel von 11 Millionen Euro. Bereits am 13. Februar 2024 gab der Verein offiziell bekannt, dass er die Kaufklausel in Höhe von 11 Millionen Euro in Anspruch genommen hat und al-Musrati dauerhaft zum Verein wechselt. Al-Musrati wurde damit zum teuersten Transfer in der Geschichte von Beşiktaş.

### Leihe in die Ligue 1
Am 3. Februar 2025 wurde bekannt, dass al-Musrati für den Rest der der Saison 2024/25 mit anschließender Kaufoption an die AS Monaco verliehen wurde.

## Nationalmannschaft
Al-Musrati spielte bei der Afrikanische Nationenmeisterschaft 2014 erstmals für Libyen.

## Erfolge
Sporting Braga
- Portugiesischer Pokalsieger: 2020/21
- Portugiesischer Ligacupsieger: 2023/24

Beşiktaş Istanbul
- Türkischer Pokalsieger: 2023/24
- Türkischer Superpokalsieger: 2024

Nationalmannschaft
- Afrikanischer Nationenmeister: 2014